# Sinophorus punctifrons
Sinophorus punctifrons är en stekelart som beskrevs av Sanborne 1984. Sinophorus punctifrons ingår i släktet Sinophorus och familjen brokparasitsteklar. Inga underarter finns listade i Catalogue of Life.